# سنت‌شکن (رمان)
کتاب سنت‌شکن یا ناهمتا (انگلیسی: Divergent)، اولین کتاب از مجموعه‌ای سه جلدی به همین نام است که جلد اول آن در سال ۲۰۱۱ و جلد دوم آن به نام شورشی (انگلیسی: Insurgent) در سال ۲۰۱۲ و جلد سوم آن نیز به نام هم‌پیمان (انگلیسی: Allegiant) در سال ۲۰۱۳ به چاپ رسیده است.

## موضوع اثر
این رمان روایتگر زندگی بئاتریس پرایر (شخصیت اصلی رمان) می‌باشد که هنگام انتخاب فرقهٔ خود در ۱۶ سالگی متوجه توانایی‌های خارق‌العاده خود برای زندگی در فرقه‌های مختلف می‌شود.

## دربارهٔ نویسنده

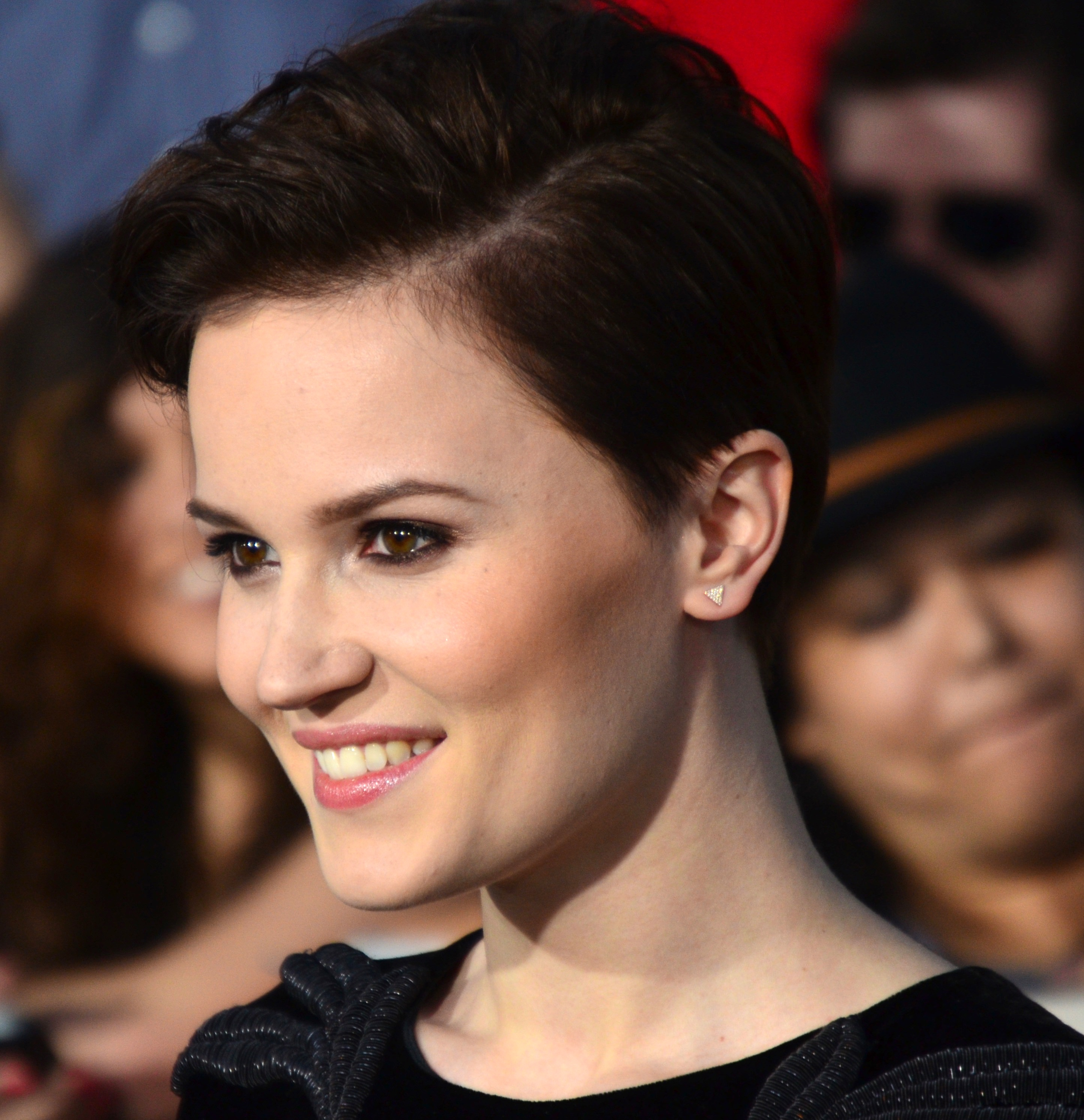
ورونیکا راث

این مجموعه نوشته ورونیکا راث است که این کتاب اولین تجربه‌اش در زمینه رمان‌نویسی است. ورونیکا راث در سال ۱۹۸۸ و در حومه شهر شیکاگو به دنیا آمده و با چاپ مجموعه سنت‌شکن به شهرت زیادی در عرصه نویسندگی دست یافته‌است. ایشان خاطر نشان کرده‌است که ایده این کتاب برای اولین بار زمانی در ذهنش شکل گرفته که در دانشگاه مشغول تحصیل بوده‌است.

### فیلم سنت‌شکن
در آوریل سال ۲۰۱۲ حق ساخت فیلمی از روی این کتاب خریداری شد که در سال ۲۰۱۴ به اکران در آمد و مورد استقبال بسیاری قرار گرفت.

### ترجمه کتاب در ایران
هر سه جلد این مجموعه در ایران ترجمه و چاپ شده‌است که اسم جلد اول آن سنت‌شکن (ناهمتا) و جلد دوم شورشی (یاغی) و جلد سوم هم‌پیمان است. این مجموعه با ترجمه هدیه منصورکیانی و نیز امیر مهدی عاطفی‌نیا توسط انتشارات نوروز هنر و آذرباد به چاپ رسیده است و هواداران بسیاری را در زمینهٔ داستان‌های علمی-تخیلی و پساآخرالزمانی به خود جلب کرده‌است.